# Svanaloken, Medelpad
Svanaloken är en sjö i Sundsvalls kommun i Medelpad och ingår i Ljungans huvudavrinningsområde.